# 黑白鷹鵰
黑白鷹鵰（學名：Spizaetus melanoleucus）是鷹鵰屬的一種猛禽。
分布於阿根廷、貝里斯、玻利維亞、巴西、哥倫比亞、哥斯大黎加、厄瓜多爾、法屬圭亞那、瓜地馬拉、蓋亞那、宏都拉斯、墨西哥、尼加拉瓜、巴拿馬、巴拉圭、祕魯、蘇利南和委內瑞拉，棲息於亞熱帶或熱帶的潮濕低地森林和潮濕山區。